# Irène Zilahy
Irène Zilahy (nacida como Irén Mária Gajdzinszky 10 de agosto de 1904 – 4 de abril de 1944) fue una actriz húngara. Nació en Kaposvár, Hungría y murió durante la batalla del Sitio de Budapest. Durante su carrera, apareció en películas húngaras y francesas.

## Filmografía
- Paprika (1933)
- Tovaritch (1935)
- Csardas (1935)
- Lady Seeks a Room (1937)